# Турек
Турек (пол. Turek) — город в Польше.
Турек является административным районом (повятом), который включает 9 коммун, 210 сел и относится к Великопольскому воеводству. Район Турек занимает 929 тыс.кв.км, в районе проживает 85 тыс. жителей с плотностью 92 человека на 1 кв.км. В городе Турек проживает около 32 тысяч человек, территория города составляет 1616 га.
В 2000—2002 годах руководство города обратило внимание на здравоохранение. Лозунгом города стали слова «чистый город — чистый район» — практически на 100 % проведена канализация, водоснабжение, основное внимание обращается на дороги, газификацию и озеленение города.
Коммунальное хозяйство является приоритетным в городе — расходы городского бюджета в эту область составили от 4,6 % в 1990 году до 33 % в 2003 году.
Местное самоуправление уделяет большое внимание развития культурно-массовой работы, на что выделяется значительная часть бюджета. Городской дом культуры провел 114 спектаклей, где присутствовало 24 270 человек.
Особое внимание муниципалитет уделяет образовательным программам — расходы на образование составляют до трети бюджета города.
Благодаря внедрению в Польше системы социального страхования, население города получает качественную медпомощь в больницах, которые обеспечиваются за счет Фонда медицинского страхования и в частных медицинских заведениях. На данное время эта система здравоохранения действует в большинстве развитых стран мира и обеспечивает соответствующий уровень лечения населения.
В 1999 году начались работы над гербом города. При использовании данных Польского центра геральдики и Фонда польских традиций были спроектированы герб и флаг Турека, который был принят 15 марта 2000 года.
В городе действует телефонная система на 9877 абонентов, есть 4 библиотеки на 4301 читателей, кинотеатр на 300 мест, в системе образования учится около 5000 детей.
Структура занятости населения: 
- 57 % — рабочие промышленности
- 22 % — рабочие сферы обслуживания
- 21 % — рабочие бюджетной сферы.

В городе работает 500 торговых предприятий, 7 АЗС, 3 почтовых отделения, 5 отелей и разветвленная система предприятий общественного питания.

## Источник
- Місто-побратим Турек (Польща) на Дунаєвецька міська рада (офіційний сайт)  (укр.).